# Screaming Trees
Screaming Trees — американський рок-гурт з Еллінсберга, штат Вашингтон, що проіснував з 1985 по 2000 рік. У первинному складі були: Марк Ланеґан (вокал), Гері Лі Коннер (гітара), його брат Ван Коннер (бас-гітара) і Марк Пікерел (ударні). Пікерел незабаром був замінений Барреттом Мартіном і в такому складі колектив випустив найбільш успішні свої роботи. Жанр можна охарактеризувати як грандж з елементами психоделічної музики та хард-року.

## 1985—1989
Брати Коннер з Марком Ланеганом та Марком Пікрелом формують Screaming Trees в 1985 році в Еллінсберзі, маленькому містечку на відстані трохи більш як сто миль від Сієтла. Разом їх збирає спільне захоплення панком, гаражною музикою та класичним роком. Гурт репетирував в магазині відео-прокату родини Коннер, свій перший міні-альбом Other Worlds вони записали влітку 85-го на студії Creative Fire Recording в Еллінсберзі. Перший студійний альбом Clairvoyance вийшов через рік на лейблі Velvetone Records і являв собою суміш психоделічної музики та хард-року. За допомогою Стіва Фіска альбом потрапив до уваги Грега Джина та Screaming Trees підписали контракт з SST Records. На цьому лейблі гурт випустив три альбоми в період з 1987 по 1989 роки: Even If and Especially When, Invisible Lantern і Buzz Factory. Паралельно колектив давав концерти в США з такими гуртами як Firehose і Meat Puppets.

## 1990—2000
В 1990 році гурт підписав контракт з великим лейблом Epic Records і рік потому записав п'ятий студійний альбом Uncle Anesthesia, спродюсований вокалістом Soundgarden Крісом Корнеллом. Альбом містив у собі пісню «Bed of Roses», що стала першим великим хітом Screaming Trees. Альбом Uncle Anesthesia продається краще, ніж всі їхні попередні альбоми. Водночас виходить неймовірно успішний Nevermind гурту Nirvana, завдяки чому широкій публіці стає відома інша частина сцени Сієтла: Alice in Chains, Pearl Jam і Soundgarden. Screaming Trees ж як і раніше залишаються на другому плані. В 1992 році Марка Пікерела змінює Барретт Мартін та разом з новим барабанщиком виходить шостий альбом Sweet Oblivion. Альбом містив хіти «Nearly Lost You», «Dollar Bill» і «Shadow of the Season», успішні як на радіостанціях, так і на телеекрані. У США було продано 300 000 примірників Sweet Oblivion. Гурт підтримує новий альбом річним туром, під час якого між учасниками колективу вперше відчувається напруженість. Screaming Trees бере чотирьохрічну перерву. Останній альбом Dust виходить в 1996 році та породжує хіти «All I Know» і «Dying Days». Хоч альбом і був вельми успішним у чартах, а також зробив гурт відомим за межами США, він не відповідав попередній роботі Sweet Oblivion. В 1999 році гурт записує деякий матеріал для нового альбому, але через низку розбіжностей як між собою, так і з лейблом він так і не вийшов. У 2000 році колектив оголошує про свій розпад.

## Після Screaming Trees
Марк Ланеґан певний час грав в Queens of the Stone Age з Джошем Хоммом і в The Gutter Twins з Грегом Дуллі. Він випустив три успішних альбоми дуетом з Ізобель Кемпбелл, один з них був номінований на Mercury Prize. Також Марк випустив вісім вельми вдалих сольних альбомів.
Гері Лі Коннер співав в The Purple Outside та Microdot Gnome, разом з Хоммом випустив міні-альбом Grasshopper's Daydream/Behind The Smile.
Ван Коннер заснував гурт Gardener, також зробив внесок в інші проєкти, в тому числі брата Гері Лі і Марка Ланегана.
Барретт Мартін працював в Stone Temple Pilots і R.E.M., випустив два малоуспішних сольних альбоми, останнім часом грає в гурті Minus 5. Також, разом з Марком Ланеганом, готує другий альбом гурту Mad Season.
22 червня 2011 року було оголошено про вихід невиданого матеріалу Screaming Trees 1999 року. У доопрацюванні альбоми взяли участь Джек Ендіно та Барретт Мартін. Last Words: The Final Recordings вийшов 2 серпня того ж року.

## Учасники
- Марк Ланеґан — вокал, гітара (1985—2000)
- Гері Лі Коннер — гітара, бек-вокал (1985—2000)
- Ван Коннер — бас-гітара, бек-вокал (1985—2000)
- Марк Пікерел — ударні (1985—1991)
- Барретт Мартін — ударні, перкусія (1991—2000)
- Джош Хомм — ритм-гітара (1996—1998)

### Гастрольні музиканти
- Донна Дреш — бас-гітара (1988, 1991)
- Шон Голлістер — барабани (1991)
- Ден Пітерс — барабани (1991)

## Дискографія

### Альбоми
- Clairvoyance (1986)
- Even If and Especially When (1987)
- Invisible Lantern (1988)
- Buzz Factory (1989)
- Uncle Anesthesia (1991)
- Sweet Oblivion (1992)
- Dust (1996)
- Last Words: The Final Recordings (2011)

### Міні-альбоми
- Other Worlds (1985)
- Beat Happening/Screaming Trees (1988)
- Something About Today (1990)
- Change Has Come (1991)
- Winter Songs Tour Tracks (1992)

### Сингли
- «Bed of Roses» (1991)
- «Nearly Lost You» (1992)
- «Shadow of the Season» (1993)
- «Dollar Bill» (1993)
- «All I Know» (1996)
- «Dying Days» (1996)
- «Sworn and Broken» (1996)

### Компіляції
- Anthology: SST Years 1985—1989 (1991)
- Nearly Lost You (2001)
- Ocean of Confusion: Songs of Screaming Trees 1989—1996 (2005)